# Sochinsogonia plectilis
Sochinsogonia plectilis är en insektsart som beskrevs av Young 1986. Sochinsogonia plectilis ingår i släktet Sochinsogonia och familjen dvärgstritar. Inga underarter finns listade i Catalogue of Life.